# Uitgebreide genetische code
Een uitgebreide genetische code is een kunstmatig aangepaste genetische code waarin één of meer specifieke codons gebruikt worden als code voor een aminozuur dat niet tot de 22 gecodeerde proteïnogene aminozuren behoort. Niet-Standaard-Aminozuren worden vaak met de uit het Engels afgeleide afkorting NSAA aangeduid: Non Standard AminoAcid.

## Inleiding
Om de genetische code uit te breiden zijn een aantal zaken nodig:
- het NSAA dat gecodeerd moet worden.
- een ongebruikt codon.
- een tRNA dat het uitgekozen codon herkent.
- een tRNA synthetase dat zowel het tRNA als het NSAA herkent en geen andere combinatie(s).

Het uitbreiden van de genetische code is een deelgebied van de synthetische biologie, een tak van toegepaste biologie met als doel levende systemen samen te stellen voor specifieke (menselijke, economische) doelen.

## Doel van de research
Een van de redenen voor onderzoek in deze richting is dat veel medisch belangrijke proteïnen nadat de eiwitketen is samengesteld, nog enzymatische bewerkingen ondergaan. Biosynthese van menselijke eiwitten in gist is mogelijk (bijvoorbeeld insuline), maar de in het menselijk lichaam uitgevoerde enzymatische wijzigingen zijn chemisch lastig specifiek uit te voeren. Door de te wijzigen aminozuren in hun gewijzigde vorm direct in de eiwitketen op te nemen is deze laatste stap niet meer nodig.

## Algemeen
Inhoudelijk komt de tekst in deze alinea verspreid in verschillende artikelen in Wikipedia voor.
Zie bijvoorbeeld: Translatie – Messenger RNA – Ribosoom – Transfer RNA – Ribonucleïnezuur – Nucleotide – Codon – Proteïnogeen aminozuur
Eiwitten worden in levende cellen gevormd met behulp van een hele reeks enzymen, die de boodschap in de genetische code vertalen in een aan elkaar gekoppelde reeks aminozuren. De vertaling, hier translatie genoemd, van de genetische informatie in het messenger RNA (mRNA) naar eiwitten vindt plaats met behulp van ribosomen. Transfer RNAs (tRNA) functioneren als sleutel bij het decoderen van het mRNA naar het polypeptide. Het tRNA herkent een specifiek drie nucleotiden groot codon in het mRNA met een complementaire volgorde, het anticodon. Elk drie nucleotiden groot codon wordt zo vertaald in een van de 22 in de natuur voorkomende proteïnogene aminozuren. Voor elk codon is minstens één tRNA, en vaak coderen meerdere codons voor hetzelfde aminozuur. Bovendien zijn veel tRNA's combineerbaar met meerdere codons omdat het laatste nucleotide van een codon niet altijd precies hoeft te passen om toch een eenduidig product te geven. Een enzym, voor deze reactie aangeduid met "aminoacyl tRNA synthetase", koppelt het aminozuur covalent aan het juiste tRNA. De meeste cellen beschikken voor elk van de aminozuren over een ander synthetase. Sommige bacteria beschikken over minder synthetases, zij passen een structureel verwant aminozuur met behulp van een aminotransferase aan. Een eigenschap van het synthetase, die bij het uitbreiden van de genetische code gebruikt wordt, is dat het synthetase vaak niet het anticodon zelf herkent, maar een ander deel van het tRNA, wat wil zeggen dat een mutatie op het anticodon een nieuw codon voor het aminozuur oplevert.
In het ribosoom wordt de informatie op het mRNA vertaald in specifieke aminozuren als het codon op het mRNA combineert met het anticodon in het tRNA, en het gekoppelde aminozuur toegevoegd wordt aan de groeiende polypeptideketen.

## Op te lossen problemen
Om een niet-natuurlijk, nieuw aminozuur in een polypeptide op te nemen moeten een aantal zaken geregeld worden.
- Codon
Ten eerste kan niet gebruikgemaakt worden van een codon dat al codeert voor een bestaand aminozuur. Meestal wordt een van de stopcodons gebruikt of een speciaal codon dat uit vier nucleotiden bestaat.[2]
- orthogonale set
De combinatie van tRNA en synthetase wordt samen de orthogonale set genoemd. Hiervan is een nieuwe combinatie nodig. De nieuwe orthogonale set mag geen interferentie geven met de al aanwezige sets, maar moet wel functioneel passen bij die onderdelen van de cel die bij de translatie betrokken zijn.

Het actieve centrum van het synthetase moet zo gevormd zijn dat alleen het nieuwe aminozuur aan het tRNA wordt gekoppeld. Vaak wordt gebruikgemaakt van een gemuteerde bestaand synthetase dat het gewenste aminozuur én het speciale tRNA herkent. Het tRNA / synthetase paar wordt meestal in een andere eucaryotische cel of bacterie opgebouwd dan die waarin het uiteindelijk tot expressie moet komen.

### Niet-standaard Aminozuren of NSAA's

Voorbeelden van Niet Standaard Aminozuren die inmiddels via uitbreiding van de genetische code in proteïnes ingebouwd konden worden

De eerste keuze die gemaakt moet worden is: Welk nieuw aminozuur willen we in de genetische code van een organisme opnemen?
Meer dan 70 verschillende NSAA's zijn nu (2014) toegevoegd aan de standaard groep aminozuren voor E. coli, gist of zoogdiercellen.

#### Keuzes
De keuze voor deze aminozuren wordt door een aantal zaken bepaald:
- Wat is het (research)doel van het nieuwe aminozuur.
- Hoe makkelijk is de chemische synthese van het aminozuur.
- Mate van interferentie met bestaande orthogonale systemen in de cel.
- Gemak waarmee een aminoacyl-tRNA synthetase beschikbaar is (of komt, zie onder).

De NSAAs zijn in het algemeen groter dan de standaard aminozuren. Hiernaast is een aantal op fenylalanine gebaseerde aminozuren weergegeven waaraan verschillende substituenten gekoppeld zijn. De verscheidenheid aan nieuwe groepen biedt een scala aan mogelijkheden. Ook wordt het mogelijk om aminozuren die in eukarioten via een posttranslationele modificatie gerealiseerd worden, in E. coli tijdens de translatie in de eiwitketen op te nemen. Voorbeelden van deze laatste benadering zijn de inbouw van fosfoserine, fosfothreonine en fosfotyrosine.

#### Eigenschappen van NSAA's
Eigenschappen die via de nieuwe aminozuren bij proteïnes worden ingevoerd omvatten:
- het bezit van zware atomen, waardoor Röntgendiffractie mogelijk wordt.
- specifieke elektronische eigenschappen.
- stereochemische eigenschappen waardoor een specifieke ruimtelijke ordening mogelijk of afgedwongen wordt.
- crosslinker onder invloed van licht; hiermee kan de onderlinge interactie tussen proteïneketens onderzocht worden, zowel in vitro als in vivo.
- het bezit van keto-, acetyleen-, azide- en boronaat-groepen, die aan de basis kunnen staan van een groot aantal verschillende chemische functionaliteiten en labels in proteïnes, zowel in vivo als in vitro.
- actieve redoxgroepen, waarmee zowel de elektronenoverdracht bestudeerd als gestuurd kan worden.
- foto-isomerisatie (isomerisatie onder invloed van licht), waardoor biologische processen met behulp van licht geregeld kunnen worden.
- metaalbindende aminozuren, deze kunnen betrokken zijn bij katalyse of bij de meting van het metaal.
- fluorescerende of IR-actieve aminozuren, waarmee zowel de structuur als de thermodynamica van proteïnen bestudeerd kan worden.
- α-hydroxyzuren en D-aminozuren voor het bestuderen van de vorming van waterstofbruggen.
- sulfaat- en fosfaat-groepen waarmee posttranslatie modificaties gesimuleerd en bestudeerd kunnen worden.[9][10][11]

#### Het NSAA in de cel
Inbouw van het NSAA tijdens de synthese van het proteïne betekent dat het aminozuur in de cel aanwezig moet zijn. Het NSAA moet ofwel opgenomen worden uit het medium, ofwel intracellulair moet de synthese plaatsvinden.
- In het eerste geval moet het NSAA chemisch gesynthetiseerd worden in zijn optisch zuivere L-vorm.[12] Vervolgens wordt het aan het groeimedium voor de cel toegevoegd.[6] Voor aminozuren met apolaire zijgroepen zijn verschillende transportsystemen beschikbaar die ook met NSAA's werken. In andere gevallen zal gezocht moeten worden naar een geschikte manier voor het transport door het celmembraan.
- In het tweede geval moet een biochemische syntheseroute ontworpen worden. Als voorbeeld kan een E. coli-stam gelden die de biosynthese uitvoert van een nieuw, en tot dat moment niet-natuurlijk, aminozuur (p-aminofenylalanine) en dit toepast in zijn genetische code. Er wordt uitgegaan van standaard koolstofbronnen.[11][13][14] Een ander voorbeeld wordt gevormd door fosfoserine, een standaard metaboliet, maar waarvan wel de grootte van de productie en het transport ervan in de cel moesten worden aangepast.[8]

### Keuze van het te gebruiken codon
Een ander element van het systeem is het te gebruiken codon dat aan het nieuwe aminozuur moet worden toegekend. Een groot probleem bij het uitbreiden van de genetische code wordt gevormd door het feit dat er eigenlijk geen vrije codons zijn. Ondanks het feit dat elke code gebruikt wordt voor een aminozuur of als stopsignaal, en sommige aminozuren door meerdere codons kunnen worden aangeduid, komen sommige codes wel vaker voor dan andere. In E. coli bijvoorbeeld (en ook in bijna alle organismen) is het "amber stop" codon het minst voorkomend (UAG).
| Codon | Aminozuur                | Drielettercode | Éénlettercode | % voorkomen |
| ----- | ------------------------ | -------------- | ------------- | ----------- |
| UUU   | Fenylalanine             | Phe            | F             | 1.9         |
| UUC   | Fenylalanine             | Phe            | F             | 1.8         |
| UUA   | Leucine                  | Leu            | L             | 1.0         |
| UUG   | Leucine                  | Leu            | L             | 1.1         |
| CUU   | Leucine                  | Leu            | L             | 1.0         |
| CUC   | Leucine                  | Leu            | L             | 0.9         |
| CUA   | Leucine                  | Leu            | L             | 0.3         |
| CUG   | Leucine                  | Leu            | L             | 5.2         |
| AUU   | Isoleucine               | Ile            | I             | 2.7         |
| AUC   | Isoleucine               | Ile            | I             | 2.7         |
| AUA   | Isoleucine               | Ile            | I             | 0.4         |
| AUG   | Methionine               | Met            | M             | 2.6         |
| GUU   | Valine                   | Val            | V             | 2.0         |
| GUC   | Valine                   | Val            | V             | 1.4         |
| GUA   | Valine                   | Val            | V             | 1.2         |
| GUG   | Valine                   | Val            | V             | 2.4         |
| UCU   | Serine                   | Ser            | S             | 1.1         |
| UCC   | Serine                   | Ser            | S             | 1.0         |
| UCA   | Serine                   | Ser            | S             | 0.7         |
| UCG   | Serine                   | Ser            | S             | 0.8         |
| CCU   | Proline                  | Pro            | P             | 0.7         |
| CCC   | Proline                  | Pro            | P             | 0.4         |
| CCA   | Proline                  | Pro            | P             | 0.8         |
| CCG   | Proline                  | Pro            | P             | 2.4         |
| ACU   | Threonine                | Thr            | T             | 1.2         |
| ACC   | Threonine                | Thr            | T             | 2.4         |
| ACA   | Threonine                | Thr            | T             | 0.1         |
| ACG   | Threonine                | Thr            | T             | 1.3         |
| GCU   | Alanine                  | Ala            | A             | 1.8         |
| GCC   | Alanine                  | Ala            | A             | 2.3         |
| GCA   | Alanine                  | Ala            | A             | 0.1         |
| GCG   | Alanine                  | Ala            | A             | 3.2         |
| UAU   | Tyrosine                 | Tyr            | Y             | 1.6         |
| UAC   | Tyrosine                 | Tyr            | Y             | 1.4         |
| UAA   | Stop Ochre               |                |               | 0.2         |
| UAG   | Stop Amber Pyrrolysine   | Pyl            | O             | 0.03        |
| CAU   | Histidine                | His            | H             | 1.2         |
| CAC   | Histidine                | His            | H             | 1.1         |
| CAA   | Glutamine                | Gln            | Q             | 1.3         |
| CAG   | Glutamine                | Gln            | Q             | 2.9         |
| AAU   | Asparagine               | Asn            | N             | 1.6         |
| AAC   | Asparagine               | Asn            | N             | 2.6         |
| AAG   | Lysine                   | Lys            | K             | 3.8         |
| AAA   | Lysine                   | Lys            | K             | 1.2         |
| GAU   | Asparaginezuur           | Asp            | D             | 3.3         |
| GAC   | Asparaginezuur           | Asp            | D             | 2.3         |
| GAA   | Glutaminezuur            | Glu            | E             | 4.4         |
| GAG   | Glutaminezuur            | Glu            | E             | 1.9         |
| UGU   | Cysteïne                 | Cys            | C             | 0.4         |
| UGC   | Cysteïne                 | Cys            | C             | 0.6         |
| UGA   | Stop Opal Selenocysteïne | Sec            | U             | 0.01        |
| UGG   | Tryptofaan               | Trp            | W             | 1.4         |
| CGU   | Arginine                 | Arg            | R             | 2.4         |
| CGC   | Arginine                 | Arg            | R             | 2.2         |
| CGA   | Arginine                 | Arg            | R             | 0.3         |
| CGG   | Arginine                 | Arg            | R             | 0.5         |
| AGU   | Serine                   | Ser            | S             | 0.7         |
| AGC   | Serine                   | Ser            | S             | 1.5         |
| AGA   | Serine                   | Ser            | S             | 0.2         |
| AGG   | Serine                   | Ser            | S             | 0.2         |
| GGU   | Glycine                  | Gly            | G             | 2.8         |
| GGC   | Glycine                  | Gly            | G             | 3.0         |
| GGC   | Glycine                  | Gly            | G             | 0.7         |
| GGA   | Glycine                  | Gly            | G             | 0.9         |

#### Herdefiniëren van het amber stopcodon
De mogelijkheid om codons een andere betekenis te geven werd voor het eerst geopperd door Normanly et al. in 1990. Zij constateerden dat een levensvatbare gemuteerde stam van E. coli door het stopcodon UAG, het "amber stopcodon" heenlas. Dit was mogelijk door de zeldzaamheid van dit codon en het feit dat alleen release factor 1 (RF1)het amber codon ook inderdaad laat stoppen. Later bleek het mogelijk om met behulp van tRNATyr/tyrosyl-tRNA synthetase (TyrRS) uit Methanococcus jannaschii, een archaeon, het codon te laten coderen voor tyrosine in plaats van STOP. Dit was mogelijk door het feit dat de orthogonale set van de archea en die van de bacterie elkaar over en weer niet storen. Later werden orthologonale sets voor andere NSAA's ontwikkeld: O-methyltyrosine het grotere naphthylalanine en de fotocrosslinker benzoylphenylalanine, waarmee de mogelijkheden van het systeem voldoende waren aangetoond.
Hoewel het amber-codon een weinig gebruikt codon is in Escherichia coli, resulteerde de hercodering in een aanzienlijk verlies aan levensvatbaarheid. In ten minste 83 peptides traden belangrijke wijzigingen op als het codon niet als STOP gelezen werd. Daarnaast bleek ook dat de inbouw van het NSAA niet overal optrad door de aanwezigheid van RF1. Uiteindelijk werd het probleem van de levensvatbaarheid van de E. Coli grotendeels opgelost door stammen te kweken waarin alle amber codons en de codering voor RF1 verwijderd waren. In de meeste E. coli K-12 stammen komen 314 UAG stopcodons voor. Dat betekent een ontzettende hoop werk voor deze allemaal verwijderd waren, de nieuwe E. colistam is C321.ΔA. Deze benadering maakte het mogelijk de betreffende stam "verslaafd te maken aan het NSAA biphenylalanine door dit aminozuur in een aantal sleutelenzymen in te bouwen. De evolutie van de voor de inbouw noodzakelijke bestanddelen kon nu onder positieve selectiedruk tot stand komen.

#### Herdefiniëren van weinig gebruikte codons
Naast het amber stopcodon is ook gekeken naar mogelijkheden met weinig gebruikte wel coderende codons. Het triplet AGG codeert bijvoorbeeld standaard voor serine. Er is een E. coli-stam gekweekt waarin dit codon codeert voor 6-N-allyloxycarbonyl-lysine. Een ander weinig gebruikt codon is AUA. Het erbij horende tRNA moet onderscheid maken tussen AUA en AUG, de code voor methionine. Omdat de derde positie van een codon vaak minder strikt gelezen wordt bevat het tRNA een speciale base, lysidine. Het verwijderen van het synthetase (tilS) werd mogelijk door de vervanging van de standaardversie in E. coli door tRNA afkomstig uit Mycoplasma mobile waarin geen lysidine voorkomt. De resulterende stam is minder levensvatbaar, waardoor een positieve evolutionaire druk ontstaat in de richting van het vervangen van de UAU codons door andere voor serine coderende codons.

#### Codons met vier basen
Een andere benadering om de genetische code ruimer te maken wordt gevormd door het toepassen van ribosomen die naast de standaard tripletten ook quadrupoletten - 4 baseparen voor één code - accepteren. Via deze benadering was het mogelijk 2 NSAA's tegelijkertijd in een peptideketen op te nemen: p-azidophenylalanine (AzPhe) en N6-((2-propynyloxy)carbonyl)lysine (CAK), die via een Huisgen cycloadditie met elkaar kunnen cross-linken.

### tRNA/synthetase paar, de orthologe set
Een volgend sleutelonderdeel dat bekeken moet worden is de combinatie van tRNA en synthetase.
De orthologe set synthetase en tRNA komt in bacteriën doorgaans samen voor op één plasmide. Door het plasmide met behulp van een - bewust - foutgevoelige PCR-procedure te vermeerderen kunnen mutaties gecreëerd worden. Vervolgens kunnen deze gemuteerde plasmiden gecontroleerd worden op hun mogelijkheden voor het inbouwen van een ander, misschien zelfs nieuw, aminozuur. In combinatie met het muteren van het tRNA naar een ander aminozuur of codon (net waar de mutatie plaatsvindt) is het ook mogelijk een mutatie zodanig uit te voeren dat een codon van 4 baseparen ontstaat waardoor extra vrije codes ontstaan (43 = 64, 44 = 256).

## Toepassingen
Met de uitgebreide genetische code is het mogelijk NSAA's genetisch op elke gewenste positie in het proteïne in te bouwen. De hoge efficiëntie en betrouwbaarheid van dit proces bieden een veel betere controle over de ingevoerde modificatie dan een - chemische - posttranslationele modificatie (PTM) die in zijn algemeenheid alle gelijke aminozuren (de thiolgroep van cysteïne bijvoorbeeld of de aminogroep van lysine) op gelijke wijze zal modificeren. De uitbreiding van de genetische code maakt het mogelijk de veranderingen in vivo uit te voeren.
De mogelijkheid van de plek-specifieke wijzigingen in de chemische opbouw van eiwitten maakt een aantal studies mogelijk, die anders alleen zeer lastig toegankelijk zouden zijn. Te denken valt aan:
- Onderzoek naar de relatie tussen structuur en functie: Het gebruik van aminozuren met iets andere (grotere) afmetingen zoals O-methyltyrosine of dansylalanine in de plaats van tyrosine.
- De genetische introductie van herkenbare structuurelementen op bekende posities in het eiwit: kleurende of spin-actieve elementen. Via deze onderdelen kan informatie verkregen worden over structuur en functie van de verschillende delen van het molecuul.
- De rol van PTM in de eiwitstructuur en functie: Door aminozuren te gebruiken die normaal ontstaan via PTM, zoals fosfoserine, worden biologisch actieve eiwitten verkregen zonder dat er nog speciale enzymen nodig zijn voor de PTM. De plek-specifieke informatie geeft inzicht in de manier waarop fosforylering de functie van het eiwit beïnvloedt.[33][34][35]
- Herkennen en wijzigen van de activiteit van eiwitten: door gebruik te maken van lichtgevoelige aminozuren zou de functionaliteit van een eiwit "aan" en "uit" gezet kunnen worden door het organisme in het licht te zetten of juist niet.
- De manier waarop een eiwit reageert wijzigen: Door een wijziging van aminozuur zou bijvoorbeeld een eiwit dat nu alleen aan DNA bindt dan een splitsende werking kunnen krijgen.
- Aanpassing van de reactie van het immuunsysteem op een eiwit: Door op strategische plekken fenylalaninen te vervangen door p-nitro-fenylalanine lokt een standaard als "zelf" herkend eiwit een immunogene respons uit.[36]* Selectieve vernietiging van celonderdelen door destructieve chemische onderdelen in een eiwit in te bouwen.[37]
- De productie van betere eiwitten: door de introductie van 3-jood-tyrosine via het amber-stop-codon ontstond een T7 bacteriofaag die "fitter" was dan het wildtype[38]

## Toekomst
De uitbreiding van de genetische code staat in 2016 nog in de kinderschoenen. Op het moment wordt vooral gekeken naar de introductie van één NSAA tegelijkertijd. Vanuit het gezichtspunt van het gebruik van NSAA's is het uiteraard de bedoeling dat er meerdere van deze aminozuren in één proteïne ingebouwd kunnen worden.

### Synthetisch genoom voor NSAA's
Een manier om meerdere NSAA's in te bouwen is een compleet genoom synthetisch opbouwen. In 2010 werd, tegen een prijs van 40 miljoen US dollar een organisme, Mycoplasma laboratorium, geconstrueerd dat aangestuurd werd door een synthetisch genoom. Door de grootte van het genoom is dat voor E. coli (nog) niet mogelijk, hoewel via verschillende routes geprobeerd wordt dit te realiseren. Een route waarlangs gewerkt wordt is het opsplitsen van het genoom in een aantal gescheiden lineaire chromosomen. Een probleem dat ook opgelost moet worden is de specificiteit van tRNA's: vaak herkent een tRNA meerdere codons.

### Uitbreiding van het genetische alfabet
Een andere manier om codons beschikbaar te krijgen voor NSAA's dan binnen de beschikbare codons te zoeken is het aantal codons uitbreiden door een of meer extra nucleobaseparen te gebruiken. Deze worden vaak aangerduid als UBP's (Engels: Unnatural Base Pair: UBP). Eén extra basepaar, dus twee basen, vergroot het aantal basen van 4 naar 6. Het aantal tripletten stijgt dan van 64 ( =43) tot 216 ( = 63). In 2002 is het gelukt op deze wijze in vitro 2-amino-8-(2-thienyl)purine (s) en pyridine-2-one (y) te gebruiken, en met behulp daarvan (in vitro) NSAA's in te bouwen in eiwitketens. In 2006 werd door dezelfde researchgroep 7-(2-thienyl)imidazo[4,5-b]pyridine (Ds) en pyrrole-2-carbaldehyde (Pa) als extra basenpaar zowel in replicatie als transcriptie gebruikt. Weer later bleek Ds met 4-[3-(6-aminohexanamido)-1-propynyl]-2-nitropyrrol (Px) een combinatie die ook in PCR goed herkend werd. In 2013 werd het basepaar Ds-Px gebruikt in een DNA-aptameer dat via in vitro-selectie (SELEX) geoptimaliseerd was. De extra "letters" in het DNA vergroten de affiniteit ervan ten opzichte van de doel-eiwitten.
In 2012 werd een derde UBP gevonden, d5SICS en dNaM, dat in een plasmide door E.Coli meerdere generaties onveranderd werd doorgegeven. Het speciale aan dit basenpaar is dat de binding tussen de basen niet berust op de vorming van waterstofbruggen, maar op een hydrofobe interactie tussen de aromatische ringen. Strikt genomen is het zelfs geen basenpaar, omdat de twee verbindingen geen basische groepen bevatten. In 2014 lukte het om een plasmide te maken met natuurlijke T-A en C-G paren, in combinatie met het UBP d5SICS-dNaM door E. coli. Het plasmide wordt minstens 24 generaties onveranderd meegenomen in het celdelingsproces. Dit is het eerste bekende voorbeeld van een levend organisme dat meer dan de standaard genetische code aan zijn nageslacht doorgeeft. Mede door gebruik te maken van een gen dat voorkomt in sommige intracellulair (binnen levende cellen van een andere soort) levende algen dat in staat was te fungeren als transporteur door de celwand van de bacrerie voor nucleotidetrifosfaten. Zowel d5SICSTP als dNaMTP worden met hoog rendement de E. coli-bacterie binnengebracht, waarna de natuurlijke replicatie van de bacterie de UBP's op basis van d5SICS–dNaM netjes in het plasmide inbouwt.
De succesvolle inbouw van een nieuw basenpaar in zijn genoom door een levend organisme is een belangrijke stap in de richting van de directe, genetisch gecontroleerde inbouw van NSAA's in eiwitten. De kunstmatige stukken DNA coderen nu nog nergens voor, maar er wordt nu wel al gespeculeerd over nieuwe proteïnes met industriële of farmaceutische toerpassingen.

## Andere manieren om NSAA's in peptiden in te bouwen

### Alloproteïne
In een groot aantal publicaties is de inbouw van NSAA's in proteïnen beschreven, maar niet door verandering of uitbreiding van de genetische code. De biosynthese van deze eiwitten, bekend als alloproteïne, wordt gerealiseerd door cellen te laten groeien in een medium waarin het gewenst aminozuur wel, en een (vorm)verwant standaard aminozuur niet voorkomt. Dit laatste is gelukt met de inbouw van L-2-aminohexaanzuur in plaats van methionine (Met) Het succes van projecten als dit hangt samen met matige herkenning door amino-acyl synthetasen van het aminozuur tijdens de koppeling aan tRNA.
Een ander geval, waarbij ook methionine werd vervangen, was een toepassing in de kristallografie van peptides: door in het groeimedium van een methionine-auxotrofe bacteriestam selenomethionine op te nemen, ontstaan proteïnen met selenomethionine in plaats van de zwavelhouden variant. De aanwezigheid van het veel zwaardere seleen-atoom maakt de interpretatie van kristallografische gegevens veel eenvoudiger. Op vergelijkbare wijze kunnen sommige tellurium-tolerante fungi tellurocysteïne en telluromethionine in hun eiwitten inbouwen, terwijl ook foto-leucine en/of foto-methionine bij afwezigheid van de normale aminozuren eenvoudig worden ingebouwd. De labeling via cross-linking van aminozuren en peptiden wordt hierdoor mogelijk.
In tegenstelling tot de bovengenoemde methoden waarbij een aminozuur door een ander vervangen wordt, wordt door het uitbreiden van de genetische code het aantal aminozuren echt groter.

### in vitrosynthese
De uitbreiding van de genetische code zoals hierboven beschreven is een in vivo proces. Voor een in vitro-variant zouden eerst alle standaard tRNA's verwijderd moeten worden, gevolgd door een selectieve herintroductie van een aantal ervan. Chemisch gesynthetiseerde tRNA-aminoacylcombinaties moeten dan de nieuwe aminozuren introduceren.

### Chemische synthese
Er zijn verschillende technieken bekend waarmee peptiden langs chemische weg gesynthetiseerd kunnen worden. In het algemeen zijn deze technieken gebaseerd op het koppelen van de groeiende peptideketen aan een vaste drager. Op deze wijze is in principe ieder aminozuur op elke willekeurige positie in de groeiende peptideketen te plaatsen.